# Brachialis
Brachialis (latin: musculus brachialis) är i människans kropp en skelettmuskel i armen vars främsta uppgift är flexion av armbågsleden då armen är supinerad eller pronerad.
Brachialis har sitt ursprung i den distala delen av överarmsbenets (humerus) framsida (facies anterior medialis och lateralis).
Muskelns fäste finns proximalt på armbågsbenet (ulna), distalt om armbågsutskottet (processus coronoideus).
Brachialis innerveras av n. musculocutaneus (C V–VI).
Ordet brachialis betyder tillhör armen och kommer av latinets brachium som betyder arm.